# Paban Das Baul
Paban Das Baul, né en 1961 à Murshidabad au Bengale-Occidental, est un chanteur et musicien indien de la tradition bâul, qui partage son activité entre la France et le Bengale. Avec sa partenaire, Mimlu Sen, ils interprètent les chants traditionnels bâuls. Avec d'autres musiciens, il crée aussi une musique originale inspirée de la tradition de son pays.

## Discographie

### Albums studio
- 1997 : Real Sugar (avec Sam Mills) (Real World)
- 1998 : Inner Knowledge (Womad Select)
- 2002 : Le Chant Des Bauls - Manuche O Rautan (avec Gour Khyapa, Nimai Goswami & Mimlu Sen)
- 2004 : Tana Tani (avec State of Bengal) (Real World)
- 2010 : Music of the Honey Gatherers (Riverboat Records, World Music Network)